# Flex-Deon Blake

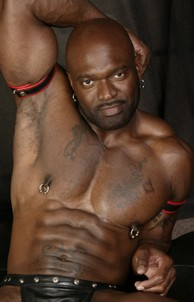
Flex-Deon Blake (2004)

Flex-Deon Blake (* 25. April 1962 in Miami, Florida; † 1. März 2021) war ein US-amerikanischer Pornodarsteller.

## Leben und Karriere
Blake stammte ursprünglich aus Florida. Nach dem Abschluss der High School trat er in die United States Air Force ein. Er war insgesamt 13 Jahre bei der Air Force im Dienst, mit Stationen in Japan, Italien und Griechenland. 1992 wurde er mit Auszeichnung (Honorable Discharge) aus der Air Force entlassen. Nach seinem Ausscheiden aus dem Militärdienst studierte er Musik an der Florida A&M University, mit Klavier im Hauptfach. Im Zivilberuf wurde er Bewährungshelfer. Er war außerdem als Kirchenmusiker (Minister of Church) tätig; er war Organist und leitete mehrere Kirchenchöre. Trotz seines christlichen Hintergrunds entwickelte Blake ein starkes Interesse für das Porno-Business.
Er begann seine Karriere in der Unterhaltungsindustrie als Stripper in örtlichen Clubs. Blake war bereits über 30 Jahre alt, als er in die Porno-Industrie einstieg. Er wirkte im Verlauf seiner Karriere in über 40 Filmen als Hauptdarsteller mit. Die Gesamtanzahl seiner Filme wird teilweise mit über 100 angegeben. Die Internet Adult Film Database datiert Blakes aktive Karriere als Pornodarsteller auf den Zeitraum zwischen 1996 und 2011. Die Internet Movie Database listet auch Filme mit dem Veröffentlichungsdatum 1995. Blake trat im Verlauf seiner Karriere unter verschiedenen Bühnennamen auf, u. a. als Flex-Deon, Flex Deon, Flexx Dion, Flex Dean Blake, Flex Blake und Deon. In den Filmen seiner Anfangsjahre von 1995 bis 1997 wurde er ausschließlich unter dem Vornamen Deon in den Besetzungslisten geführt.
Blake drehte hauptsächlich für die Porno-Labels Pacific Sun Entertainment, Catalina Video und Bacchus Video Releasing. 2002 veröffentlichte das Porno-Label Bacchus den Pornofilm Flex-Deon: Big, Black & Beautiful, eine Best-of-Compilation, in dem Blake im Mittelpunkt stand und in allen Sex-Szenen des Films zu sehen war. 2004 folgte bei Bacchus eine Best-of-Compilation unter dem Titel Bobby Blake vs. Flex Deon, in der Flex-Deon Blake und Bobby Blake in ausgewählten Szenen aus den Jahren 2001 bis 2004 präsentiert wurden; beide waren auch gemeinsam in einer Szene zu sehen. 2004 und 2005 war er an der Seite von Jeff Palmer in den beiden Bareback-Filmen Barebacking with Jeff Palmer 2 (2004) und Barebacking with Jeff Palmer 3 (2005) zu sehen. In beiden Filmen hatte Blake Analverkehr-Szenen mit Jeff Palmer, wobei Blake die „aktive“ Rolle (Top) übernahm.
Blake setzte auch im Alter von über 40 Jahren seine Karriere als Pornodarsteller fort; er wurde nunmehr in Rollen des reifen („mature“) Liebhabers besetzt, u. a. im Film Forties and Black (2006; Bacchus). In den Jahren seit 2006 erschienen außerdem mehrere Kompilationen mit Best-Of-Szenen von Flex-Leon Blake. 2011 hatte er eine Szene im Porno-Film I Dream of Black Men (2011; Bacchus).
Neben seiner Filmtätigkeit wurde Blake als Erotik-Model gebucht. Seine erste Fotostrecke mit Nacktfotos erschien im Juni 1999 im Magazin Black Inches. Weitere erotische und pornografische Fotostrecken erschienen u. a. in den Magazinen Inches (Dezember 2000), nach seinem Debüt mehrfach weiterhin in Black Inches (September 2000, Februar 2001, Juli 2004) und in Gay Black Men (GBM; Ausgabe 11, gemeinsam mit Bobby Blake).
In pornografischen Magazinen und Websites gab es außerdem Artikel zu ihm. Das Magazin Black Inches veröffentlichte im Jahr 2000 ein Interview mit Flex-Deon Blake. Blake war mehrere Jahre mit seinem Filmpartner, dem bisexuellen Pornodarsteller Bobby Blake, liiert. Beide hatten sich im Sommer 1998 in einem Club am Wilshire Boulevard in Los Angeles kennengelernt. Flex-Deon Blake war dort gastweise als Stripper engagiert. Bei späteren gemeinsamen Auftritten im Rahmen von sog. Blatino-Parties, u. a. in Washington, D.C., kam es zu mehreren weiteren beruflichen und privaten Treffen. Einige Monate später entstand daraus eine Partnerschaft.
Zu seinen Hobbys gehörten Fitness und Filme. Blake war auch als Musiker tätig; seine Liebe galt der Gospelmusik. Blake lebte in Tallahassee, Florida. Er starb am 1. März 2021 im Alter von 58 Jahren.

## Rollen-Image und Vermarktung
Blake verkörperte den Typus des schwarzen US-amerikanischen Bodybuilders: hochgewachsen, muskulös, mit männlicher Ausstrahlung. Blake ist dem schwulen Rollentypus des „Daddy“ zuzuordnen. Sein Körper wurde als massiv und perfekt gebaut („massive and perfectly sculpted body, with ripped pecs and abs“), seine Erscheinung als „hot, hard and hung“ beschrieben. Auch sein außergewöhnlich großer Penis („mega-schlong“, „mega-piece“, „monster meat“) stand im Mittelpunkt pornografischer Beschreibungen. Häufig wurde er in den Filmen im Rollen-Typus des „Bad Guy“ oder des „Tough Guy“ besetzt, was aufgrund seiner Erscheinung und seines Aussehens zu ihm passte. Blake hatte Tribal-Tattoos an den Oberarmen und im Brustbereich, Piercings an beiden Brustwarzen; er trug häufig einen Cockring und zeitweise ein Prince-Albert-Piercing. Diese Attribute machten Blakes besondere Wirkung auf den Zuschauer aus. Blake wirkte sowohl in aktiven als auch passiven Oralsex-Szenen mit. In Analsex-Szenen übernahm er häufig die „aktive“ Rolle (Top).
Blake spielte schwerpunktmäßig in Pornofilmen mit ausschließlich afro-amerikanischen Darstellern (all-black male casts) und im sogenannten „Blatino“-Genre (Filme, in denen schwarze Darsteller und Latinos gemeinsamen auftreten). Im Interracial-Genre war er ebenfalls mehrfach zu sehen, dort wurde er im Zusammenspiel mit dem passiven weißen Darsteller häufig als Top eingesetzt, u. a. in Black Ballers (1999), Black Ballers 2: Foul Play (1999) und My First Interracial (2006). Im späteren Verlauf seiner Karriere wirkte Blake, den Gesetzen des schwulen Porno-Marktes folgend, auch in Bareback-Pornos mit. Blake gehörte zu den wenigen schwarzen Darstellern im schwulen Porno-Business, die über einen relativ langen Zeitraum kontinuierlich beschäftigt wurden.
Mehrfach wirkte er in Porno-Filmen gemeinsam mit seinem Lebenspartner Bobby Blake mit. Beide spielten dabei mehrheitlich in getrennten Szenen, hatten aber auch gemeinsame Duo-Liebesszenen und Threesome-Szenen. Ihr erster gemeinsamer Film war Black Power (1999). Flex-Deon Blake und Bobby Blake wurden dabei werbewirksam u. a. als „the two monster-cocked daddy-esque Blakes“ („die beiden monsterschwänzigen vaterhaften Blakes“) und als „Real-Life-Boyfriends“ („feste Freunde im echten Leben“) vermarktet. Eine Kritik zu Get Hooked on This! (1999) schrieb: „Have you ever seen more beautiful men than Bobby and his lover Flex-Deon? These guys alone are worth watching“ („Haben Sie jemals hübschere Männer als Bobby und seinen Liebhaber Flex-Deon gesehen? Diese Kerle allein lohnen schon das Anschauen“). Ihr letzter gemeinsamer Film war Niggas’ Revenge (2001), ein wegen seiner Gewaltelemente, des Auftretens von drei weißen Neo-Nazis und der Darstellung ungeschützten Geschlechtsverkehrs umstrittener Film. Der Film enthielt außerdem Fisting-Szenen, BDSM und umfangreiche Sex-Spiele mit Urin (Pissing).
Häufig wurde er, teilweise auch gemeinsam mit Bobby Blake, bei DVD-Veröffentlichungen als Cover-Model präsentiert, u. a. in Get Hooked on This! (1999; Bacchus, gemeinsam mit Bobby Blake auf dem Cover), Black Ballers (1999; Pacific Sun Entertainment), Black Ballers 2: Foul Play (1999; Pacific Sun Entertainment), Roommates (2000; Bacchus, gemeinsam mit Bobby Blake auf dem Cover) Black Jackoff 3 (Bacchus; 2001, gemeinsam mit Bobby Blake auf dem Cover), Rub Down Daddies (2001; Bacchus), Black Workout 11 (2002; Bacchus), Flex-Deon: Big, Black & Beautiful (2002; Bacchus), Bareback Wood Workers (2004; SX Video), Black DILTF 4 (2004; Bacchus), Black Monster Dicks #2 (2004; Bacchus), Tight Asses Big Dicks 1 (2004; Bacchus) und Bobby Blake vs. Flex Deon (2004; Bacchus, gemeinsam mit Bobby Blake auf dem Cover). In einer Kritik zu dem Film Black Ballers 2: Foul Play hieß es u. a.: „Beautiful covershot of […] Bobby Blake and his real-life boyfriend Flex make this especially yummy“ („Schönes Titelbild von Bobby Blake und seinem festen Freund im realen Leben Flex machen dies besonders appetitlich“).

## Preise und Auszeichnungen
2004 wurde Flex-Deon Blake als Darsteller (Performer) bei den Grabby Awards ausgezeichnet; er wurde auch in deren „Wall of Fame“ aufgenommen. Dieses Privileg wird an „herausragende Darsteller oder Persönlichkeiten verliehen, die über Jahre zur Qualität der schwulen Pornoindustrie beigetragen haben“.

## Filmografie (Auswahl)
- 1997: Hooked On Ebonics
- 1997: High Rollin’: A Black Thang
- 1997: Blatino Party
- 1999: Walk On The Wild Side
- 1999: Playing Hard
- 1999: Man Massage
- 1999: Get Hooked On This
- 1999: Black Encounter
- 1999: Black Power
- 1999: Black Ballers
- 1999: Black Ballers 2: Foul Play
- 2000: Snow Day LA
- 2000: Roommates
- 2000: Black Work Out 10
- 2001: Miami’s Hot Spot
- 2001: Adventure Of A Bruh named Boo
- 2001: Black Jackoff 3
- 2001: Nigga’s Revenge
- 2002: Black Work Out 11
- 2002: Flex-Deon: Big, Black & Beautiful
- 2004: Tight Asses Big Dicks 1
- 2004: Bareback Wood Workers
- 2004: Black DILTF 4
- 2004: Black Monster Dicks #2
- 2004: Black Work Out 12
- 2004: Bobby Blake vs. Flex Deon
- 2004: The Matrixxx: A Muscle Explosion
- 2004: Nasty Men
- 2004: Barebacking With Jeff Palmer 2
- 2005: Barebacking With Jeff Palmer 3
- 2006: My First Interracial
- 2006: Cocks On The Rock
- 2008: Code Black
- 2008: Blak
- 2011: I Dream of Black Men